# 登米市消防本部
登米市消防本部（とめししょうぼうほんぶ）は、宮城県登米市の消防部局（消防本部）。管轄区域は登米市全域。

## 概要
- 消防本部：宮城県登米市迫町森字平柳25番地
- 管内面積：536.38km2
- 職員定数：154人
- 消防署1カ所、出張所5カ所
- 主力機械（2019年4月1日現在）
  - 普通消防ポンプ自動車：6
  - 水槽付消防ポンプ自動車：2
  - 化学消防自動車：1
  - 救助工作車：1
  - 指揮車：1
  - 広報車：8
  - 資機材搬送車：4
  - 高規格救急車：8
  - 防災指導車：1
  - 広報連絡車：11
  - 連絡車：2

【主力機械に関する参考文献：登米市消防本部　消防年報2019年版】

## 沿革
- 1972年4月1日 登米地区消防事務組合を設立し、消防本部を設置する。
- 1975年4月1日 登米地域広域行政事務組合に改組する。
- 2005年4月1日 登米郡迫町、登米町、南方町、東和町、中田町、豊里町、米山町、石越町及び本吉郡津山町が新設合併し、登米市が発足する。
  - 津山町を除く8町が設立していた登米地域広域行政事務組合が合併前日をもって解散し、登米市に承継する。登米地域広域行政事務組合消防本部より、単独消防として登米市消防本部を設置する。
  - 津山町を管轄していた津山出張所を、気仙沼・本吉地方広域行政事務組合消防本部(志津川消防署)から、登米市消防本部に移管する。
- 2008年3月17日 消防本部及び登米市消防署を、迫町佐沼字錦108から現在地に移転。防災体験・展示ホールを備えた登米市消防防災センターとして開庁、運用開始。

## 組織
- 本部 - 消防総務課、予防課、警防課、指令課
- 消防署

## 消防署
| 消防署       | 住所           | 出張所 |
| ------------ | -------------- | --- |
| 登米市消防署 | 迫町森字平柳25 | 東：東和町錦織字小童子93番地19 西：南方町堤田38番地 南：豊里町十丁田1番地3 北：石越町南郷字愛宕81番地 津山：津山町柳津字谷木195番地1 |

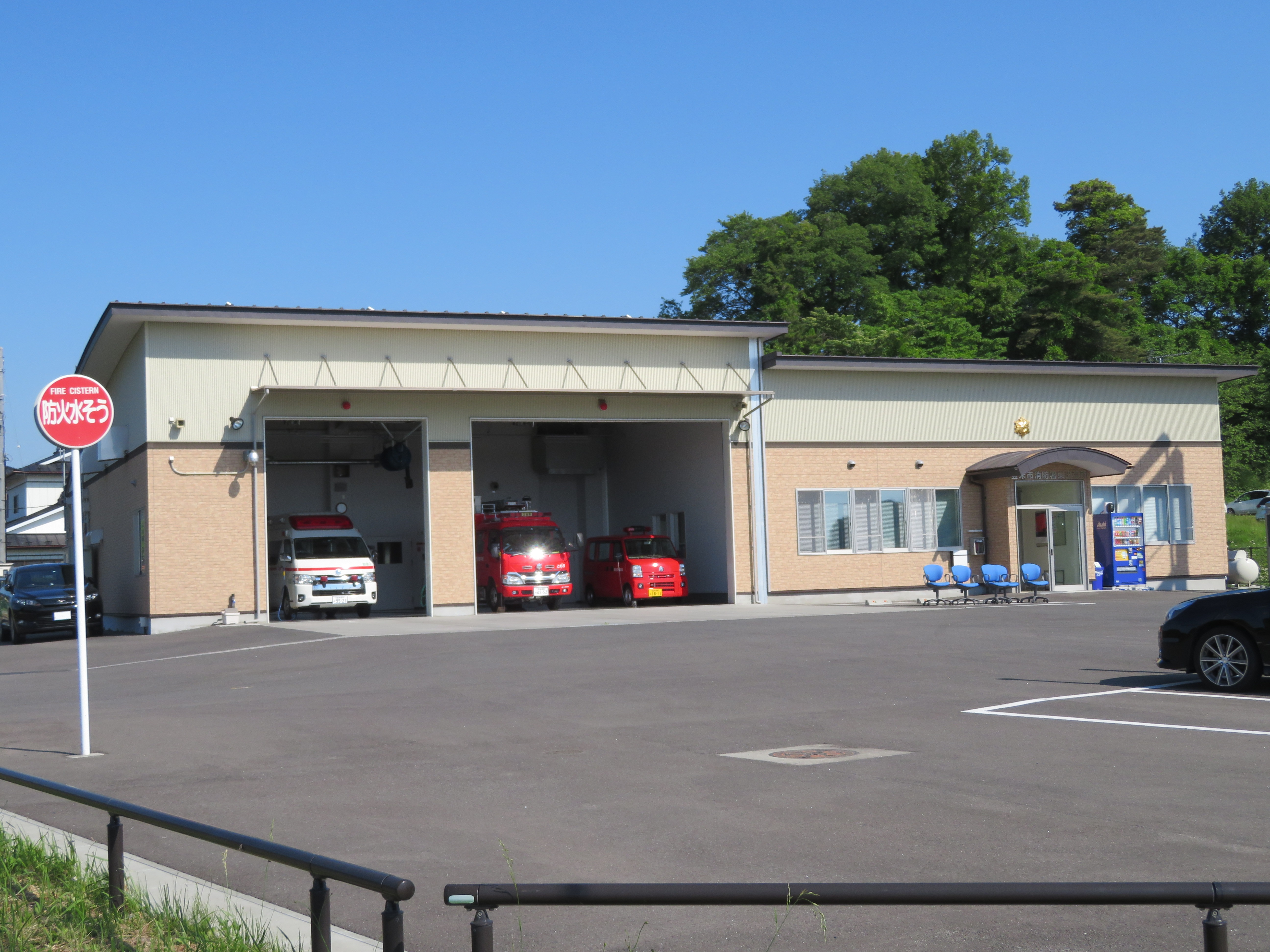
東出張所
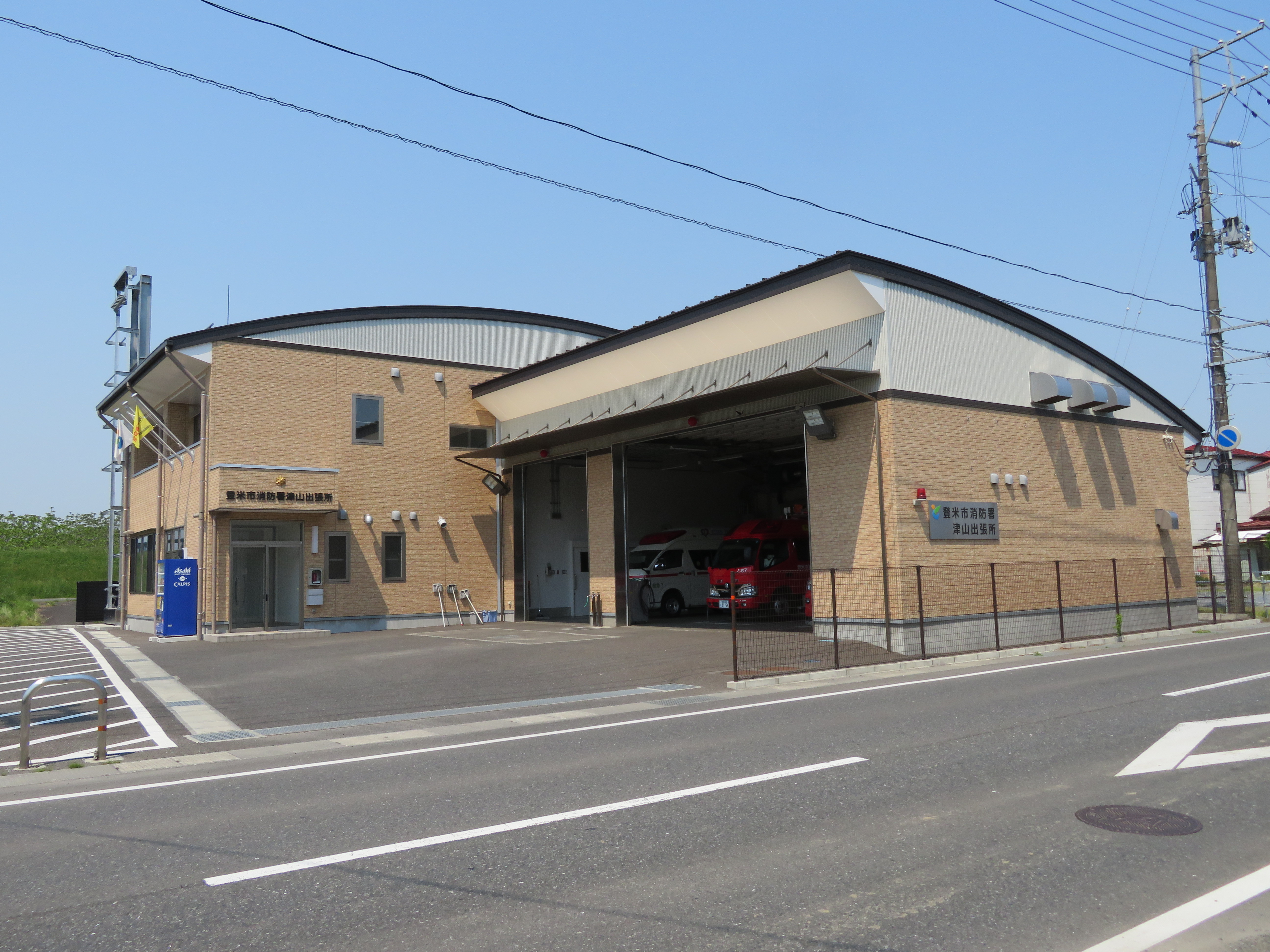
津山出張所